# Brun Fourca

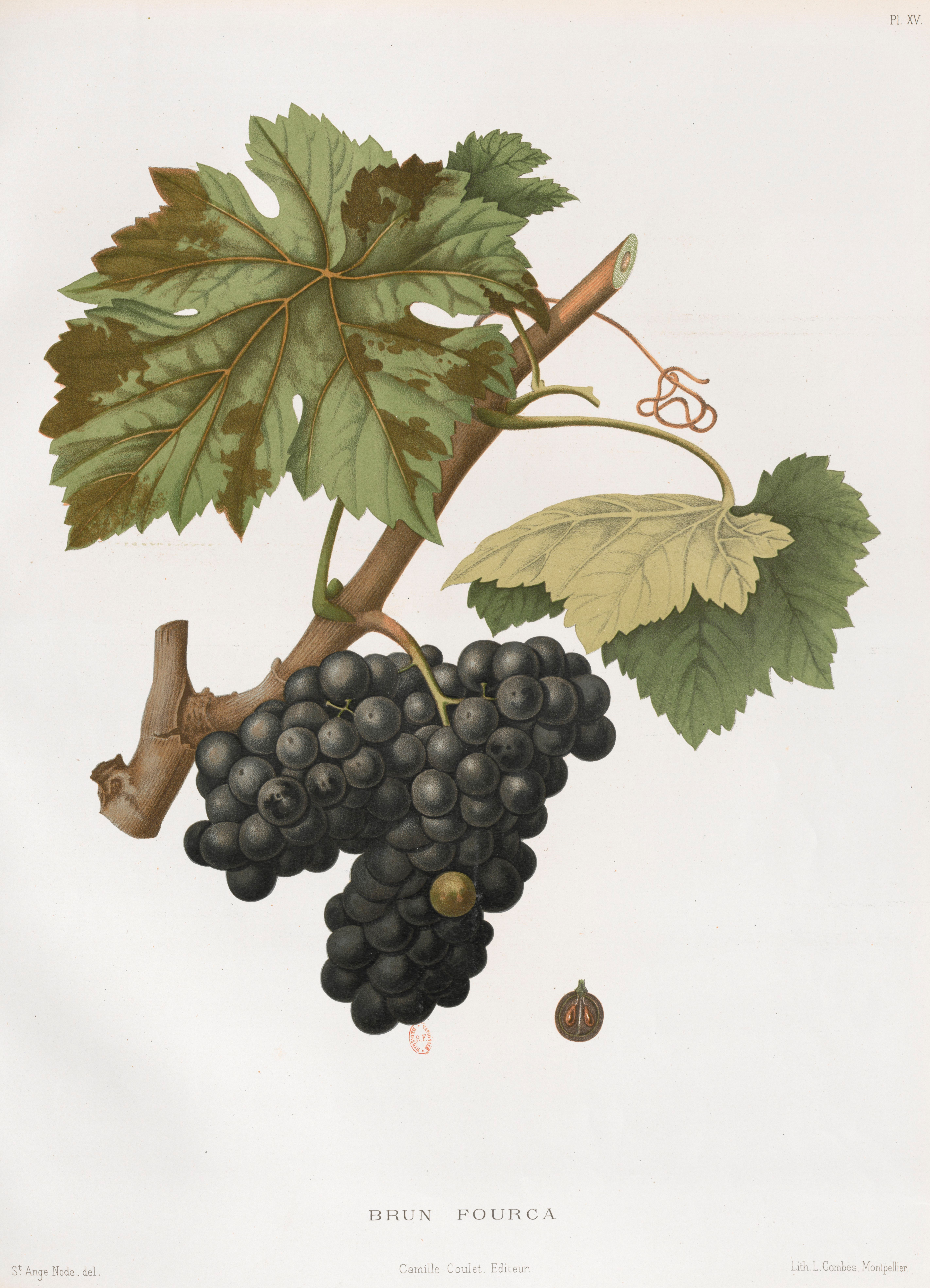
Brun Fourca-Lithographie.

Die Rotweinsorte Brun Fourca stammt aus Frankreich, wo sie in den Regionen Provence und Languedoc angebaut wird. Sie ist beispielsweise in der Appellation Palette zugelassen. Derzeit beträgt die bestockte Fläche 25 Hektar (Stand 2008).
Die spätreifende Sorte liefert alkoholarme Weine von nicht sehr guter Qualität, die nur im Verschnitt mit anderen Sorten eingesetzt werden. Die Anpflanzungen wurden häufig durch die Sorten Carignan oder Cinsault ersetzt. Neue Anlagen von Rebflächen mit Brun Fourca sind nicht bekannt.
Die Rebsorte wird auch Ribier genannt. Es gibt aber in Frankreich auch eine eigenständige Rebsorte Ribier, die nicht verwandt ist.

## Ampelographische Sortenmerkmale
In der Ampelographie wird der Habitus folgendermaßen beschrieben:
- Die Triebspitze ist offen. Sie ist spinnwebig behaart und hellgrün gefärbt. Die hellgrünen Jungblätter sind fast unbehaart, glänzend und bronzefarben gefleckt.
- Die mittelgroßen, hellgrünen  Blätter sind fünflappig und tief gebuchtet (siehe auch den Artikel Blattform). Die Stielbucht ist geschlossen. Das Blatt ist stumpf gezahnt. Die Zähne sind im Vergleich zu anderen Rebsorten mittelgroß.
- Die walzen- bis kegelförmige Traube ist mittelgroß und dichtbeerig. Die leicht ovalen Beeren sind groß und von bläulich-schwarzer Farbe. Die Beerenhülse ist von einer pudrigen Wachsschicht überzogen. Die Beeren sind saftig.

Brun Fourca reift ca. 2 Tage nach der Rebsorte Gutedel und gehört damit zu den Rebsorten der späten zweiten Reifungsperiode (siehe das Kapitel im Artikel Rebsorte). Sie zählt damit noch zu den frühreifenden Sorten. Sie treibt spät aus. Brun Fourca ist sehr anfällig gegen die Falschen Mehltau. Aufgrund mangelhafter Holzreife verträgt die Sorte nur schlecht Winterfrost.
Brun Fourca ist eine Varietät der Edlen Weinrebe (Vitis vinifera). Sie besitzt zwittrige Blüten und ist somit selbstfruchtend. Beim Weinbau wird der ökonomische Nachteil vermieden, keinen Ertrag liefernde, männliche Pflanzen anbauen zu müssen. Die wuchskräftige Sorte erbringt gleichmäßig hohe Erträge. 

## Synonyme
Brun Fourca ist auch unter den Synonymen Brun d’Auriol, Brun de Farnous, Brun Farnous, Brun Tourcale, Brunfourka, Caula, Caula Noir, Caula noir de Vaucluse, Farnous, Floura, Flouron, Flouron, Gros Taulier, Mançonnet, Morrastel Fleuri, Morrastel Flourat, Moulan, Moulard, Moulau, Mourastel Flourat, Moureau, Mouzeau, Mourrastel Fleuri oder Morrastel Floura, Mouzeau, Mulon, Plant de Bordeaux, Plant Francais oder Ribier bekannt.